# Quartier de Picpus
Koordinaten: 48° 50′ N, 2° 24′ O
Das Quartier de Picpus ist der 46. der 121 Verwaltungsbezirke von Paris.

## Lage

Verwaltungsbezirke im 12. Arrondissement

Das Quartier de Picpus grenzt im Süden an das Quartier de Bercy im Norden an das Quartier de Charonne, im Westen an das Quartier des Quinze-Vingts und im Osten an das Quartier du Bel-Air.

## Namensursprung
Sein Name leitet sich von der gleichnamigen Hauptstraße (Rue de Picpus) ab, die als Weg im 14. Jahrhundert entstand und den Ort Pique-Puce durchquerte.

## Geschichte

### Hameau de Picpus
Der Ursprung des Viertels geht auf die Ortschaft Pique-Puce (deutsch Flohstich) zurück, die ungefähr das heutige Gebiet des Quartier umfasste. Die Geschichten zur Entstehung des Namens sind ziemlich fantastisch: So wird die wundersame Genesung von einer durch Flöhe übertragenen Krankheit durch die Behandlung eines Mönchs erzählt; Namensgeber könnte auch die flohfarbene Kutte der Mönche gewesen sein. Eine gelehrte Abhandlung von Pierre Gosse Junior und Daniel Pinet aus dem 18. Jahrhundert schlägt eine Herleitung aus der keltischen Sprache vor: Pac, pec, pic bedeutet hier Berg oder Bergkuppe und Puce eine Ableitung von Pud, Pod steht im Keltischen für Ufer.
Rund um die heutige Rue de Picpus siedelten sich damals mehrere religiöse Gemeinschaften an, darunter eine Einrichtung für Stiftsdamen der Augustiner, bekannt unter dem Namen Notre-Dame-de-la-Victoire-de-Lépante.
Als die Sections révolutionnaires de Paris geschaffen wurden, wurde das Gebiet in die Section des Quinze–Vingts eingegliedert. 1795 kam das Gebiet dann zum ehemaligen 8. Arrondissement.

### Quartier de Picpus
Der Teil der Rue de Picpus zwischen den Boulevard de Reuilly und dem aktuellen Avenue Daumesnil (ehemals «Chemin de la Croix–Rouge») bildete die Grenze zwischen den Gemeinde Saint-Mandé (heute Quartier du Bel–Air) und Bercy. nach dem Bau der Thiersschen Stadtbefestigung im Jahr 1844 befand sich das Gebiet im Innern der Mauer und damit im Bereich des Gesetzes «loi du 16 juin 1859 l'annexe à Paris».
Der Verwaltungsbezirk (Arrondissement) Picpus wurde am 3. November 1859 wie folgt festgelegt:
- ein Teil des ehemaligen 8. Arrondissement (Section des Quinze–Vingts), im Norden und Westen des ehemaligen Boulevard der Mauer der Generalpächter;
- ein Teil der ehemaligen Gemeinde Bercy, im Süden vom Boulevard de Reuilly und im Westen der Rue de Picpus und der aktuellen Avenue Daumesnil.

Im April 1929 vereinnahmt Paris einen Teil der Gebiets der Zone non aedificandi und des Bois de Vincennes. Ein Teil des Gebiets von Charenton-le-Pont wird dem Quartier de Picpus angegliedert. Der Boi de Vincennes wird geteilt und liegt nun in den Quartier Picpus und Bel-Air.

## Sehenswürdigkeiten
- Universität Paris III, Campus Nation (Eröffnung für 2021 vorgesehen)[5]
- Kloster und Friedhof von Picpus; es handelt sich um einen Privatfriedhof mit dem Grabmal von La Fayette
- Place de la Nation
- Cimetière de Bercy, Cimetière de Charenton (im Bois de Vincennes)
- Jardin de Reuilly-Paul-Pernin